# Prospalta fuliginosa
Prospalta fuliginosa là một loài bướm đêm trong họ Noctuidae.